# Cardama
Cardama (llamada oficialmente Santa María de Cardama) es una parroquia y un lugar español del municipio de Oroso, en la provincia de La Coruña, Galicia.

## Entidades de población
Entidades de población que forman parte de la parroquia:
- Carballas
- Cardama
- Carollo
- Eirís
- Pedredo
- Requeijo (Requeixo)
- Ventosa

## Demografía

### Parroquia
| Gráfica de evolución demográfica de Cardama (parroquia) entre 2000 y 2019 |
|                                                                           |
| Datos según el nomenclátor publicado por el INE.                          |

### Lugar
| Gráfica de evolución demográfica de Cardama (lugar) entre 2000 y 2019 |
|                                                                       |
| Datos según el nomenclátor publicado por el INE.                      |